# Janis Siegel

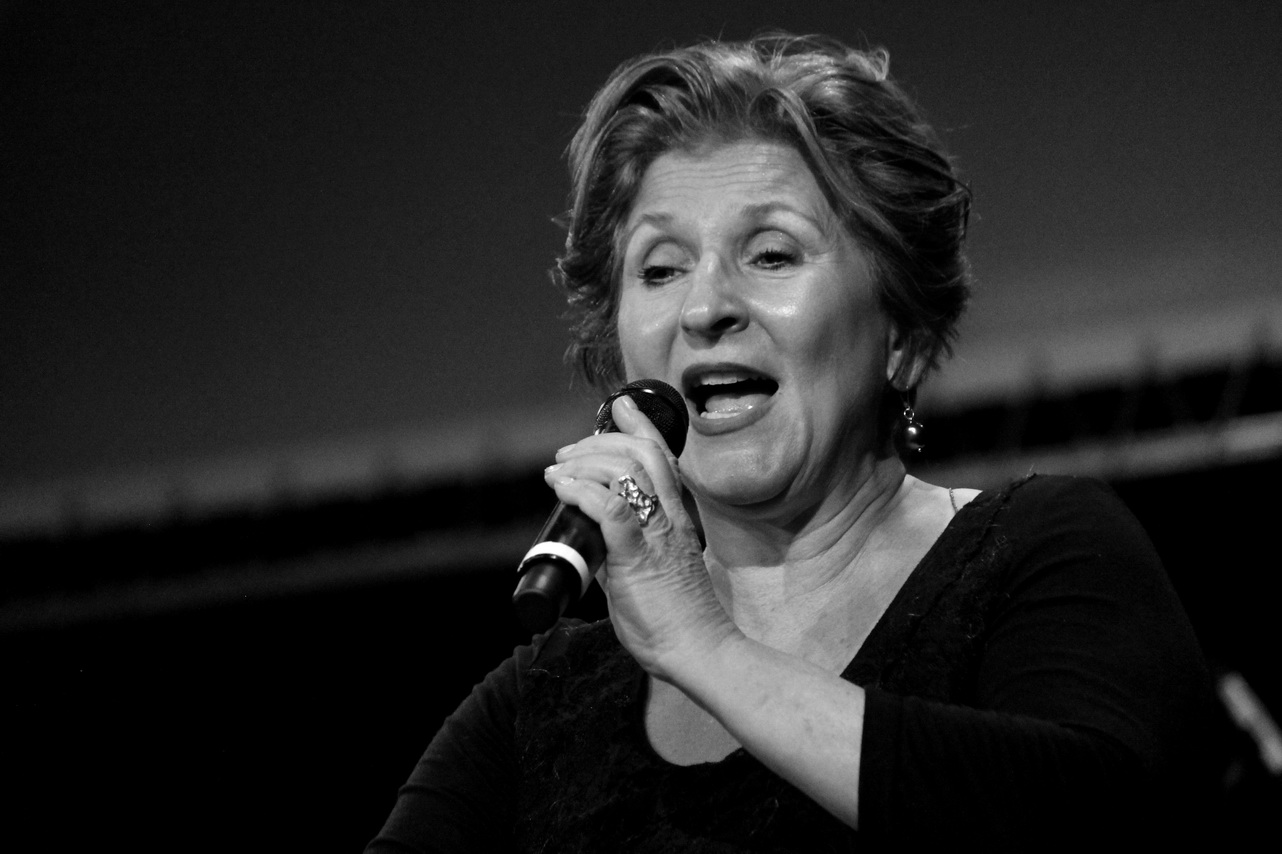
Janis Siegel 2017 beim Jazzfestival St. Ingbert

Janis Siegel (* 23. Juli 1952 in Brooklyn, New York City) ist eine US-amerikanische Sängerin und bekannt als Mitglied des Vokalquartetts The Manhattan Transfer.

## Leben und Wirken
Janis Siegel ist seit 1972 Mitglied von The Manhattan Transfer. Ab Beginn der 1980er Jahre baute sie sich parallel dazu eine erfolgreiche Solokarriere auf. Ihr erstes Solo-Album, Experiment in White, wurde 1981 veröffentlicht und ihr zweites Album At Home wurde für einen Grammy in der Kategorie Best Female Vocal Jazz nominiert.
Im Jahr 1985 war Siegel zusammen mit Jon Hendricks, Bobby McFerrin und Dianne Reeves Mitglied einer Gruppe namens Sing, Sing, Sing. Ende der 1980er Jahre begann Siegel eine Kooperation mit dem Pianisten und Komponisten Fred Hersch, mit dem sie  moderne Songs von Liedermachern wie Joni Mitchell, Marvin Gaye und anderen aufnahm. Es folgten 1994 Slow Hot Wind und 1999 The Tender Trap, das sie mit bekannten Jazz-Musikern wie Michael Brecker und Hank Crawford aufnahm. Im folgenden Jahr wechselte sie zu Telarc, wo sie I Wish You Love und Friday Night Special im Jahr 2003 herausbrachte.
Auf dem Album Sketches of Broadway nahm sie ihre Interpretationen von weniger bekannten Broadwaymelodien auf. Außer bei The Manhattan Transfer ist Siegel Mitglied des Bobby McFerrins Gruppe Voicestra. Sie ist auch auf dem Album Transit von Addison Frei zu hören.

## Diskographie
- Experiment in White (Atlantic, 1981)
- At Home (Atlantic, 1986)
- Short Stories (Atlantic, 1989)
- Slow Hot Wind (Varese/Sarabande, 1995)
- The Tender Trap (Monarch, 1999) – mit Russell Malone, Matt Wilson, Victor Lewis, Michael Brecker und Hank Crawford
- I Wish You Love (Telarc, 2002)
- Friday Night Special (Telarc, 2003) – mit Joey DeFrancesco und Houston Person
- Sketches of Broadway (Telarc, 2004)
- Night Songs: A Late Night Interlude (2013), mit Dominick Farinacci, John Di Martino und Martin Wind
- Some Other Time (Act, 2016) mit Nils Landgren und den Bochumer Symphonikern